# Chad Hurley
Chad Meredith Hurley (nascut el 24 de gener de 1977) és un administrador web i empresari nord-americà que exerceix d'assessor i antic director general de YouTube. També va cofundar MixBit. El juny de 2006, va ser elegit al lloc 28 de la llista "50 persones que importen ara" de Business 2.0. L'octubre de 2006, ell i Steve Chen van vendre YouTube per 1.650 milions de dòlars a Google. Hurley va treballar en la divisió de PayPal d'eBay -una de les seves tasques va ser dissenyar el logotip original de PayPal- abans de cofundar YouTube amb els seus companys de PayPal Steve Chen i Jawed Karim. Hurley va ser el principal responsable dels aspectes d'etiquetatge i compartició de vídeos de YouTube.

## Primers anys i educació
Hurley va néixer a Reading, Pennsilvània, segon fill de Don i Joann Hurley, i va créixer a prop de Birdsboro, Pennsylvania. Té una germana gran, Heather, i un germà petit, Brent.
Des de la infància, Hurley va mostrar interès per les arts i es va interessar pels ordinadors i els mitjans electrònics durant l'institut. Va ser un atleteta destacat del programa de fons de camp a través de Twin Valley High School, que va guanyar dos dels seus títols estatals de la PIAA amb ell com a membre el 1992 i 1994. També va ser membre de l'Associació d'Estudiants de Tecnologia durant l'escola secundària. Es va graduar a l'institut de Twin Valley el 1995 i es va llicenciar en Belles Arts a la Universitat d'Indiana de Pennsilvània el 1999.

## Carrera

### YouTube

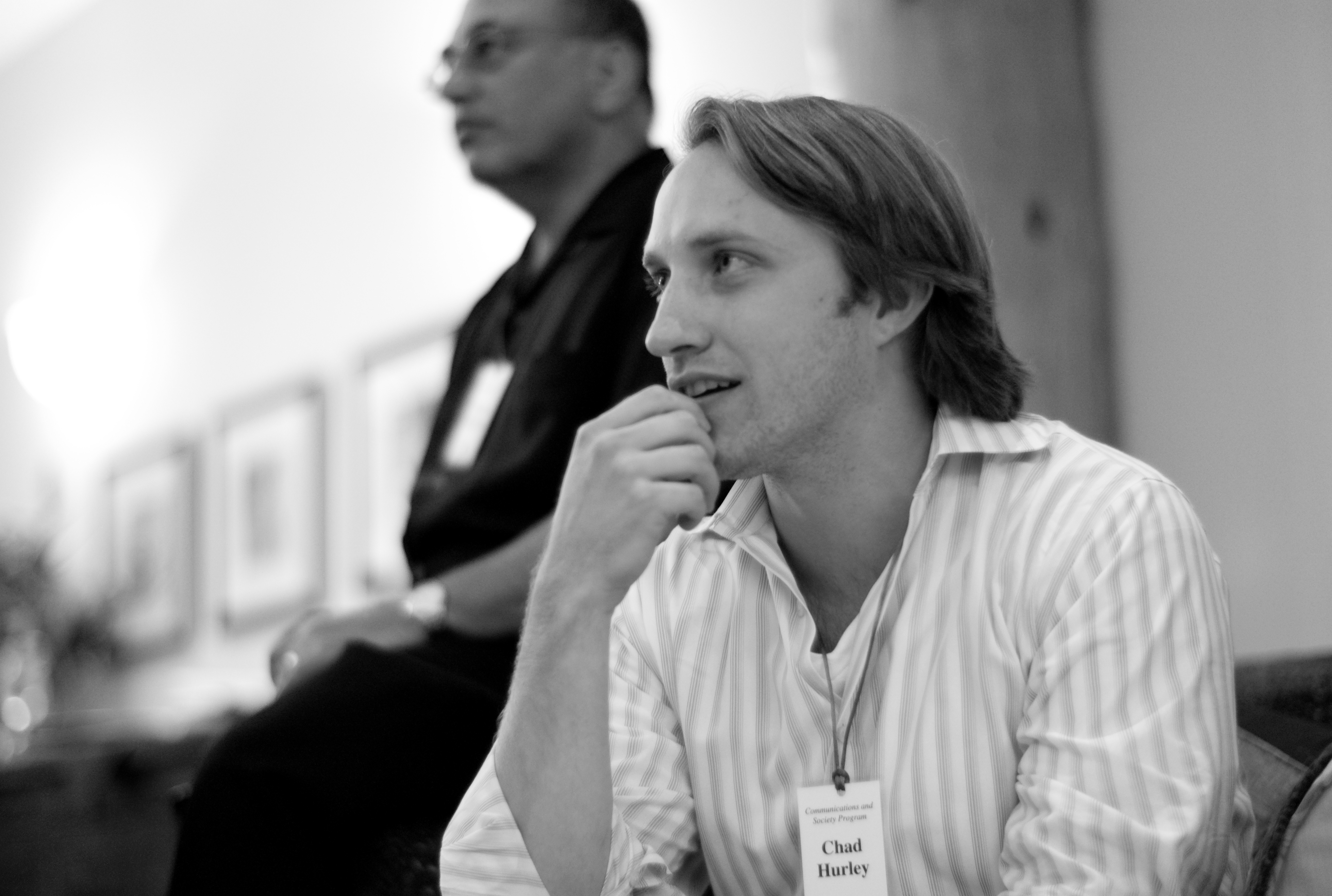
Hurley el 2007

Hurley va fundar YouTube el 2005 amb Steve Chen i Jawed Karim. El 16 d'octubre del 2006, Chen i Hurley van vendre YouTube a Google Inc. per 1.650 milions de dòlars. A The Wall Street Journal es va informar que la participació de Hurley era de 345,6 milions de dòlars al preu de tancament de les accions de Google del 7 de febrer del 2007, que era de 470,01 dòlars. Va rebre 694.087 accions de Google directament i 41.232 accions més en un fideïcomís.
Els altres dos cofundadors de YouTube, Steve Chen i Jawed Karim, van rebre 625.366 i 137.443 accions, respectivament, valorades en 326,2 i 64,6 milions de dòlars. L'informe del Journal es basa en la declaració de registre de Google a la SEC, presentada el 7 de febrer de 2007.
Hurley va renunciar al càrrec de director general de YouTube a l'octubre del 2010 i va declarar que es quedaria com a assessor de YouTube, cosa que va permetre a Salar Kamangar assumir el càrrec de director general.

### MixBit
L'agost del 2013, Hurley va posar en marxa una altra empresa anomenada MixBit que es dedica a l'edició de vídeo amb telèfons intel·ligents. Segons Steve Chen, va ser idea del Chad de convertir Avos a MixBit fins i tot abans de la creació de YouTube.
L'aplicació s'assembla a altres famoses aplicacions d'enregistrament de vídeos curts per a telèfons intel·ligents, com ara Vine, Instagram i Vyclone. El límit d'enregistrament s'estén fins a 256 clips, cadascun dels quals pot durar un màxim de 16 segons. També compta amb eines d'edició similars a altres aplicacions de la competència.
Mixbit ara Zeen va ser adquirit per BlueJeans l'agost de 2018.

### Fórmula 1
Hurley va participar com a inversor principal a l'equip US F1 Team, un dels nous participants a les carreres d'automòbils de Fórmula 1 per a la temporada 2010. El 2 de març de 2010, el personal de l'escuderia va ser acomiadat de les seves funcions i l'equip es va tancar extraoficialment. Ni Hurley, ni el director de l'equip, Ken Anderson, ni el director esportiu, Peter Windsor, van voler fer comentaris sobre el fracàs de l'equip a la graella.

### Inversions
Hurley ha fet diverses inversions. És copropietari dels Golden State Warriors de l'NBA i de Angeles Football Club de la MLS.
El 25 de gener del 2021, Hurley va anunciar a Twitter que s'havia convertit en inversor del Leeds United, el club de futbol de la Premier League anglesa.
Hurley va estar casat anteriorment amb Kathy Clark, la filla de l'empresari de Silicon Valley James H. Clark. Es van divorciar el 2014. Hurley es va tornar a casar el 2020, amb Elise Walden.